# Seznam zmagovalcev Odprtega prvenstva Francije - mešane dvojice
Seznam zmagovalcev teniškega turnirja Odprto prvenstvo Francije med mešanimi dvojicami.

## Zmagovalci po letih
| Leto      | Zmagovalca                                          | Druga                                               | Rezultat finala                                     |
| --------- | --------------------------------------------------- | --------------------------------------------------- | --------------------------------------------------- |
| 1912      | Anne de Borman Max Decugis                          |                                                     |                                                     |
| 1913      | Elizabeth Ryan Max Decugis                          | Germaine Golding Anthony Wilding                    | b.b.                                                |
| 1914      | Elizabeth Ryan Max Decugis                          | Suzanne Lenglen Comte Salm                          | 6–3, 6–1                                            |
| 1915 1919 | Prva svetovna vojna                                 | Prva svetovna vojna                                 | Prva svetovna vojna                                 |
| 1920      | Germaine Golding William Laurentz                   | Suzanne Amblard Max Decugis                         | b.b.                                                |
| 1921      | Suzanne Lenglen Max Decugis                         | Germaine Golding William Laurentz                   | 6–3, 6–2                                            |
| 1922      | Suzanne Lenglen Henri Cochet                        | Geraldine Beamish John Gilbert                      | 6–4, 4–6, 6–0                                       |
| 1923      | Suzanne Lenglen Henri Cochet                        | Kitty McKane Godfree John Gilbert                   | 6–2, 10–8                                           |
| 1924      | Olimpijske igre                                     | Olimpijske igre                                     | Olimpijske igre                                     |
| 1925      | Suzanne Lenglen Jacques Brugnon                     | Didi Vlasto Henri Cochet                            | 6–2, 6–2                                            |
| 1926      | Suzanne Lenglen Jacques Brugnon                     | Suzanne LeBesnerais Jean Borotra                    | 6–4, 6–3                                            |
| 1927      | Marguerite Broquedis Bordes Jean Borotra            | Lili de Alvarez Bill Tilden                         | 6–4, 2–6, 6–2                                       |
| 1928      | Eileen Bennett Whittingstall Henri Cochet           | Helen Wills Moody Frank Hunter                      | 3–6, 6–3, 6–3                                       |
| 1929      | Eileen Bennett Whittingstall Henri Cochet           | Helen Wills Moody Frank Hunter                      | 6–3, 6–2                                            |
| 1930      | Cilly Aussem Bill Tilden                            | Eileen Bennett Whittingstall Henri Cochet           | 6–4, 6–4                                            |
| 1931      | Betty Nuthall Shoemaker Pat Spence                  | Dorothy Shepherd Barron Bunny Austin                | 6–3, 5–7, 6–3                                       |
| 1932      | Betty Nuthall Shoemaker Fred Perry                  | Helen Wills Moody Sidney Wood                       | 6–4, 6–2                                            |
| 1933      | Margaret Scriven-Vivian Jack Crawford               | Betty Nuthall Shoemaker Fred Perry                  | 6–2, 6–3                                            |
| 1934      | Colette Rosambert Jean Borotra                      | Elizabeth Ryan Adrian Quist                         | 6–2, 6–4                                            |
| 1935      | Lolette Payot Marcel Bernard                        | Sylvie Jung Henrotin Martin Legeay                  | 4–6, 6–2, 6–4                                       |
| 1936      | Billie Yorke Marcel Bernard                         | Sylvie Jung Henrotin Martin Legeay                  | 7–5, 6–8, 6–3                                       |
| 1937      | Simone Mathieu Yvon Petra                           | Marie Luise Horn Roland Journu                      | 7–5, 7–5                                            |
| 1938      | Simone Mathieu Dragutin Mitić                       | Nancye Wynne Bolton Christian Boussus               | 2–6, 6–3, 6–4                                       |
| 1939      | Sarah Palfrey Cooke Elwood Cooke                    | Simone Mathieu Franjo Kukuljević                    | 4–6, 6–1, 7–5                                       |
| 1930 1945 | Druga svetovna vojna                                | Druga svetovna vojna                                | Druga svetovna vojna                                |
| 1946      | Pauline Betz Addie Budge Patty                      | Dorothy Bundy Cheney Tom Brown                      | 7–5, 9–7                                            |
| 1947      | Sheila Piercey Summers Eric Sturgess                | Jadwiga Jędrzejowska Christian Caralulis            | 6–0, 6–0                                            |
| 1948      | Patricia Canning Todd Jaroslav Drobný               | Doris Hart Frank Sedgman                            | 6–3, 3–6, 6–3                                       |
| 1949      | Sheila Piercey Summers Eric Sturgess                | Jean Quertier Gerry Oakley                          | 6–1, 6–1                                            |
| 1950      | Barbara Scofield Davidson Enrique Morea             | Patricia Canning Todd Bill Talbert                  | b.b.                                                |
| 1951      | Doris Hart Frank Sedgman                            | Thelma Coyne Long Mervyn Rose                       | 7–5, 6–2                                            |
| 1952      | Doris Hart Frank Sedgman                            | Shirley Fry Irvin Eric Sturgess                     | 6–8, 6–3, 6–3                                       |
| 1953      | Doris Hart Vic Seixas                               | Maureen Connolly Mervyn Rose                        | 4–6, 6–4, 6–0                                       |
| 1954      | Maureen Connolly Brinker Lew Hoad                   | Jacqueline Patorni Rex Hartwig                      | 6–4, 6–3                                            |
| 1955      | Darlene Hard Gordon Forbes                          | Jenny Staley Hoad Luis Ayala                        | 5–7, 6–1, 6–2                                       |
| 1956      | Thelma Coyne Long Luis Ayala                        | Doris Hart Bob Howe                                 | 4–6, 6–4, 6–1                                       |
| 1957      | Věra Pužejová Suková Jiří Javorský                  | Edda Buding Luis Ayala                              | 6–3, 6–4                                            |
| 1958      | Shirley Bloomer Brasher Nicola Pietrangeli          | Lorraine Coghlan Robinson Bob Howe                  | 8–6, 6–2                                            |
| 1959      | Yola Ramírez Ochoa William Knight                   | Renee Schuurman Haygarth Rod Laver                  | 6–4, 6–4                                            |
| 1960      | Maria Bueno Bob Howe                                | Ann Haydon Jones Roy Emerson                        | 1–6, 6–1, 6–2                                       |
| 1961      | Darlene Hard Rod Laver                              | Věra Pužejová Suková Jiri Javorsky                  | 6–0, 2–6, 6–3                                       |
| 1962      | Renee Schuurman Haygarth Bob Howe                   | Lesley Turner Bowrey Fred Stolle                    | 3–6, 6–4, 6–4                                       |
| 1963      | Margaret Court Ken Fletcher                         | Lesley Turner Bowrey Fred Stolle                    | 6–1, 6–2                                            |
| 1964      | Margaret Court Ken Fletcher                         | Lesley Turner Bowrey Fred Stolle                    | 6–3, 4–6, 8–6                                       |
| 1965      | Margaret Court Ken Fletcher                         | Maria Bueno John Newcombe                           | 6–4, 6–4                                            |
| 1966      | Annette Van Zyl Frew McMillan                       | Ann Haydon Jones Clark Graebner                     | 1–6, 6–3, 6–2                                       |
| 1967      | Billie Jean King Owen Davidson                      | Ann Haydon Jones Ion Ţiriac                         | 6–3, 6–1                                            |
| 1968      | Françoise Dürr Jean-Claude Barclay                  | Billie Jean King Owen Davidson                      | 6–1, 6–4                                            |
| 1969      | Margaret Court Marty Riessen                        | Françoise Dürr Jean-Claude Barclay                  | 6–3, 6–2                                            |
| 1970      | Billie Jean King Bob Hewitt                         | Françoise Dürr Jean-Claude Barclay                  | 3–6, 6–4, 6–2                                       |
| 1971      | Françoise Dürr Jean-Claude Barclay                  | Winnie Shaw Tomas Lejus                             | 6–2, 6–4                                            |
| 1972      | Evonne Goolagong Cawley Kim Warwick                 | Françoise Dürr Jean-Claude Barclay                  | 6–2, 6–4                                            |
| 1973      | Françoise Dürr Jean-Claude Barclay                  | Betty Stöve Patrice Dominguez                       | 6–1, 6–4                                            |
| 1974      | Martina Navrátilová Iván Molina                     | Rosie Reyes Darmon Marcelo Lara                     | 6–3, 6–3                                            |
| 1975      | Fiorella Bonicelli Thomas Koch                      | Pam Teeguarden Jaime Fillol                         | 6–4, 7–6                                            |
| 1976      | Ilana Kloss Kim Warwick                             | Linky Boshoff Colin Dowdeswell                      | 5–7, 7–6, 6–2                                       |
| 1977      | Mary Carillo John McEnroe                           | Florenţa Mihai Iván Molina                          | 7–6, 6–3                                            |
| 1978      | Renáta Tomanová Pavel Složil                        | Virginia Ruzici Patrice Dominguez                   | 7–6, retired                                        |
| 1979      | Wendy Turnbull Bob Hewitt                           | Virginia Ruzici Ion Ţiriac                          | 6–3, 2–6, 6–3                                       |
| 1980      | Anne Smith Billy Martin                             | Renáta Tomanová Stanislav Birner                    | 2–6, 6–4, 8–6                                       |
| 1981      | Andrea Jaeger Jimmy Arias                           | Betty Stöve Fred McNair                             | 7–6, 6–4                                            |
| 1982      | Wendy Turnbull John Lloyd                           | Claudia Monteiro Cassio Motta                       | 6–2, 7–6                                            |
| 1983      | Barbara Jordan Eliot Teltscher                      | Leslie Allen Charles Strode                         | 6–2, 6–3                                            |
| 1984      | Anne Smith Dick Stockton                            | Anne Minter Laurie Warder                           | 6–2, 6–4                                            |
| 1985      | Martina Navrátilová Heinz Gunthardt                 | Paula Smith Francisco González                      | 2–6, 6–3, 6–2                                       |
| 1986      | Kathy Jordan Ken Flach                              | Rosalyn Fairbank Nideffer Mark Edmondson            | 3–6, 7–6(3), 6–3                                    |
| 1987      | Pam Shriver Emilio Sánchez Vicario                  | Lori McNeil Sherwood Stewart                        | 6–3, 7–6(4)                                         |
| 1988      | Lori McNeil Jorge Lozano                            | Brenda Schultz-McCarthy Michiel Schapers            | 7–5, 6–2                                            |
| 1989      | Manon Bollegraf Tom Nijssen                         | Arantxa Sánchez Vicario Horacio de la Peña          | 6–3, 6–7(3), 6–2                                    |
| 1990      | Arantxa Sánchez Vicario Jorge Lozano                | Nicole Provis Danie Visser                          | 7–6(5), 7–6(8)                                      |
| 1991      | Helena Suková Cyril Suk                             | Caroline Vis Paul Haarhuis                          | 3–6, 6–4, 6–1                                       |
| 1992      | Arantxa Sánchez Vicario Mark Woodforde              | Lori McNeil Bryan Shelton                           | 6–2, 6–3                                            |
| 1993      | Jevgenija Manjokova Andrej Olhovski                 | Elna Reinach Danie Visser                           | 6–2, 4–6, 6–4                                       |
| 1994      | Kristie Boogert Menno Oosting                       | Larisa Savchenko Neiland Andrej Olhovski            | 7–5, 3–6, 7–5                                       |
| 1995      | Larisa Savchenko Neiland Todd Woodbridge            | Jill Hetherington John-Laffnie de Jager             | 7–6(8), 7–6(4)                                      |
| 1996      | Patricia Tarabini Javier Frana                      | Nicole Arendt Luke Jensen                           | 6–2, 6–2                                            |
| 1997      | Rika Hiraki Mahesh Bhupathi                         | Lisa Raymond Patrick Galbraith                      | 6–4, 6–1                                            |
| 1998      | Venus Williams Justin Gimelstob                     | Serena Williams Luis Lobo                           | 6–4, 6–4                                            |
| 1999      | Katarina Srebotnik Piet Norval                      | Larisa Savchenko Neiland Rick Leach                 | 6–3, 3–6, 6–3                                       |
| 2000      | Mariaan de Swardt David Adams                       | Rennae Stubbs Todd Woodbridge                       | 6–3, 3–6, 6–3                                       |
| 2001      | Virginia Ruano Pascual Tomás Carbonell              | Paola Suárez Jaime Oncins                           | 7–5, 6–3                                            |
| 2002      | Cara Black Wayne Black                              | Jelena Bovina Mark Knowles                          | 6–3, 6–3                                            |
| 2003      | Lisa Raymond Mike Bryan                             | Jelena Lihovceva Mahesh Bhupathi                    | 6–3, 6–4                                            |
| 2004      | Tatiana Golovin Richard Gasquet                     | Cara Black Wayne Black                              | 6–3, 6–4                                            |
| 2005      | Daniela Hantuchová Fabrice Santoro                  | Martina Navrátilová Leander Paes                    | 3–6, 6–3, 6–2                                       |
| 2006      | Katarina Srebotnik Nenad Zimonjić                   | Jelena Lihovceva Daniel Nestor                      | 6–3, 6–4                                            |
| 2007      | Nathalie Dechy Andy Ram                             | Katarina Srebotnik Nenad Zimonjić                   | 7–5, 6–3                                            |
| 2008      | Viktorija Azarenka Bob Bryan                        | Katarina Srebotnik Nenad Zimonjić                   | 6–2, 7–6(4)                                         |
| 2009      | Liezel Huber Bob Bryan                              | Vania King Marcelo Melo                             | 5–7, 7–6(5), [10–7]                                 |
| 2010      | Katarina Srebotnik Nenad Zimonjić                   | Jaroslava Švedova Julian Knowle                     | 4–6, 7–6(5), [11–9]                                 |
| 2011      | Casey Dellacqua Scott Lipsky                        | Katarina Srebotnik Nenad Zimonjić                   | 7–6(8–6), 4–6, [10–7]                               |
| 2012      | Sania Mirza Mahesh Bhupathi                         | Klaudia Jans-Ignacik Santiago González              | 7–6(7–3), 6–1                                       |
| 2013      | Lucie Hradecká František Čermák                     | Kristina Mladenovic Daniel Nestor                   | 1–6, 6–4, [10–6]                                    |
| 2014      | Anna-Lena Grönefeld Jean-Julien Rojer               | Julia Görges Nenad Zimonjić                         | 4–6, 6–2, [10–7]                                    |
| 2015      | Bethanie Mattek-Sands Mike Bryan                    | Lucie Hradecká Marcin Matkowski                     | 7–6(7–3), 6–1                                       |
| 2016      | Martina Hingis Leander Paes                         | Sania Mirza Ivan Dodig                              | 4–6, 6–4, [10–8]                                    |
| 2017      | Gabriela Dabrowski Rohan Bopanna                    | Anna-Lena Grönefeld Robert Farah                    | 2–6, 6–2, [12–10]                                   |
| 2018      | Latiša Čan Ivan Dodig                               | Gabriela Dabrowski Mate Pavić                       | 6–1, 6–7(5–7), [10–8]                               |
| 2019      | Latiša Čan Ivan Dodig                               | Gabriela Dabrowski Mate Pavić                       | 6–1, 7–6(7–5)                                       |
| 2020      | odpoved zaradi Pandemije koronavirusne bolezni 2019 | odpoved zaradi Pandemije koronavirusne bolezni 2019 | odpoved zaradi Pandemije koronavirusne bolezni 2019 |
| 2021      | Desirae Krawczyk Joe Salisbury                      | Jelena Vesnina Aslan Karacev                        | 2–6, 6–4, [10–5]                                    |
| 2022      | Ena Šibahara Wesley Koolhof                         | Ulrikke Eikeri Joran Vliegen                        | 7–6(7–5), 6–2                                       |
| 2023      | Miju Kato Tim Pütz                                  | Bianca Andreescu Michael Venus                      | 4–6, 6–4, [10–6]                                    |
| 2024      | Laura Siegemund Édouard Roger-Vasselin              | Desirae Krawczyk Neal Skupski                       | 6–4, 7–5                                            |
| 2025      | Sara Errani Andrea Vavassori                        | Taylor Townsend Evan King                           | 6–4, 6–2                                            |